# Olidiana brevissima
Olidiana brevissima är en insektsart som beskrevs av Zhang 1990. Olidiana brevissima ingår i släktet Olidiana och familjen dvärgstritar. Inga underarter finns listade i Catalogue of Life.